# Helmut Humbach
Helmut Humbach (* 4. Dezember 1921 in München; † 3. April 2017 in Mainz) war ein deutscher Sprachwissenschaftler und Iranist.

## Leben
Helmut Humbach studierte nach dem Absolvieren seines Militärdienstes im Zweiten Weltkrieg an der Universität München indoeuropäische Linguistik. 1951 erhielt er den Doktortitel und habilitierte auf Empfehlung von Karl Hoffmann 1954 mit einer Übersetzung der Gathas. 1956 wurde er ordentlicher Professor für Vergleichende Sprachwissenschaften an der Universität des Saarlandes und ab 1958 für Orientalistik an derselben Universität. Von 1961 bis zu seiner Emeritierung war er Professor für indoeuropäische Philologie an der Universität Mainz. Zu seinen Assistenten gehörten Jean Kellens und Prods Oktor Skjærvø.
Die Forschungen von Helmut Humbach konzentrierten sich auf vorislamische Sprachen und die Geschichte Irans, Afghanistans und Zentralasien. Einen Schwerpunkt bildeten die avestische Sprache, der Zoroastrismus und die sassanidische und baktrische Epigrafik. Helmut Humbach war einer der Ersten, der das ältere Avesta als religiöse Hymnen bei Opfern für Ahura Mazda verstand.
Helmut Humbach hat sich sein Leben lang mit der Geographike Hyphegesis von Claudius Ptolemäus auseinandergesetzt, im Besonderen mit dem Band 6, der die Gebiete des Irans und Zentralasien erfasst.

## Schriften (Auszug)
- Die Gathas des Zarathustra. 2 Bände. Heidelberg 1959. (Habilitation) 2 vols., Heidelberg, 1959.
- Die Kaniška-Inschrift von Surkh-Kotal: Ein Zeugnis des jüngeren Mithraismus aus Iran. Wiesbaden, 1960.
- Die awestische Länderliste. Wiener Zeitschrift für die Kunde Süd- und Ostasiens. Band 4. Wien 1960. S. 36–46.
- Ptolemaios-Studien. Wiener Zeitschrift für die Kunde Süd- und Ostasiens. Band 5. Wien 1961. S. 68–74.
- Kušān und Hephthaliten. München 1961.
- Baktrische Sprachdenkmäler. 2 Bände. Wiesbaden 1966/67.
- Vaeθā Nask: An Apocryphal Text on Zoroastrian Problems. Wiesbaden, 1969. (zusammen mit Kaikhusroo M. JamaspAsa)
- Die aramäische Inschrift von Taxila. Mainz und Wiesbaden 1969.
- Pursišnīhā: A Zoroastrian Catechism. 2 Bände. Wiesbaden 1971. (zusammen mit Kaikhusroo M. JamaspAsa).
- Historisch-geographische Noten zum sechsten Buch der Geographie des Ptolemaios (=Jahrbuch des Römisch-Germanischen Zentralmuseums Mainz. Band 19). Mainz 1972, S. 89–98.
- Eine weitere aramäoiranische Inschrift der Periode des Aśoka aus Afghanistan. Mainz and Wiesbaden 1974. (zusammen mit Gholam Djelani Davary).
- Die baktrische Inschrift IDN 1 von Dasht-e Nāwūr (Afghanistan). Mainz and Wiesbaden 1976. (zusammen mit G. Djelani Davary).
- The Sassanian Inscription of Paikuli. 3 Teile in 4 Bänden. Wiesbaden 1978–83. (zusammen mit Prods O. Skjærvø)
- Die sogdischen Inschriftenfunde vom oberen Indus (Pakistan). Beiträge zur Allgemeinen und Vergleichenden Archäologie. Band 2. Darmstadt 1980. S. 201–28.
- A Western Approach to Zarathushtra. Journal of the K. R. Cama Oriental Institute. Band 51. 1984. S. 1–56.
- Ērbedestān: An Avesta-Pahlavi Text. Edition und Übersetzung. München 1990. (zusammen mit Josef Elfenbein)
- The Gāthās of Zarathushtra and the Other Old Avestan Texts. 2 Bände. Heidelberg 1991. (zusammen mit Josef Elfenbein und Prods O. Skjærvø)
- The Heritage of Zarathushtra: A New Translation of His Gāthās. Heidelberg 1994. (zusammen mit Pallan Ichaporia).
- Zamyād Yasht: Yasht 19 of the Younger Avesta. Text, Übersetzung, Kommentar. Wiesbaden 1998. (zusammen mit Pallan R. Ichaporia).
- Ptolemy, Geography, Book 6: Middle East, Central and North Asia, China. 2 Bände. Wiesbaden 1998–2002 (zusammen mit Susanne Ziegler)
- Zarathushtra and His Antagonists: A Sociolinguistic Study with English and German Translations of His Gāthās. Wiesbaden 2010. (zusammen mit Klaus Faiss)
- Herodotus’s Scythians and Ptolemy’s Central Asia: Semasiological and Onomasiological Studies. Wiesbaden 2012. (zusammen mit Klaus Faiss)
- Avestica. Dettelbach 2016. (zusammen mit Klaus Faiss)

## Festschrift
- Rüdiger Schmitt, Prods Oktor Skjærvø (Hrsg.): Studia Grammatica Iranica. Festschrift für Helmut Humbach. Münchener Studien zur Sprachwissenschaft, Beiheft 13. Kitzinger Verlag, München 1986. ISBN 978-3-92064-540-7.
- Maria Gabriela Schmidt, Walter Bisang (Hrsg.): Philologica et Linguistica: Historia, Pluralitas, Universitas. Festschrift für Helmut Humbach zum 80. Geburtstag am 4. Dezember 2001. Trier 2001. ISBN 978-3-88476-507-4.